# Енні Лоурі Гейлор
Енні Лорі Гейлор (англ. Annie Laurie Gaylor; 2 листопада 1955) — американська атеїстка, активістка за світські права, права жінок та співзасновниця разом з її чоловіком Ден Баркер Фонду свободи від релігії. Вона також була редактором газети організації «Freethought Today» (виходить десять разів на рік) до 2015 року. Гейлор є автором кількох книг, зокрема "Горе жінкам: Біблія говорить мені про це" (англ. Woe to the Women: The Bible Tells Me So), "Зрада довіри: жорстоке поводження з дітьми" (англ. Betrayal of Trust: Clergy Abuse of Children) і як редактор «Жінки без забобонів: немає богів - немає господарів» (англ. Women Without Superstition: No Gods – No Masters).

## Біографія
Гейлор закінчила Університет Вісконсіна – Школу журналістики Медісона в 1980 році.
Гейлор, її мати Енн Ніколь Гейлор та Джон Сонтарк заснували Фонд свободи від релігії (FFRF) у 1978 році . Гейлор працювала над створенням FFRF найбільшою організацією атеїстів та агностиків у США. 
Входила до Ради директорів Жіночого медичного фонду, Inc.,   групи, яка допомагає жінкам оплачувати послуги з аборту.  Вона брала участь в інших акціях протесту, включаючи: протестування проти обмежень абортів у Південній Дакоті,  протестуючи проти сприйнятих судових порушень у Вісконсіні  та виступаючи проти насильства, проти зброї .
У 2010 році Гейлор отримала нагороду «Американської гуманістичної асоціації» як гуманітарна героїня . Гейлор була запрошеним доповідачем на конференціях, включаючи Глобальну конвенцію атеїстів 2012 року в Мельбурні (Австралія),  та регіональну конференцію атеїстів Міннесоти . Вона є членом бюро спікерів Світського студентського союзу. 

## Особисте життя
Гейлор познайомилась з Баркером, коли обоє були гостями в AM Chicago, яку приймала Опра Уінфрі, в 1984 році. Вони почали зустрічатися і одружилися в 1987 році. У них є дочка Сабріна Делата .

## Публікації
Автор
- Annie Laurie Gaylor (1986). It Can't Happen Here?. Complimentary Copy Press.
- Annie Laurie Gaylor (1987). Two Reviews: Encyclopedia of Unbelief. Complimentary Copy Press.
- Annie Laurie Gaylor (1988). Betrayal of Trust: Clergy Abuse of Children. Freedom From Religion Foundation. ISBN 978-1-877733-06-2.
- Annie Laurie Gaylor (2004). Woe to the Women--the Bible Tells Me So: The Bible, Female Sexuality & the Law. Freedom From Religion Foundation. ISBN 978-1-877733-12-3.

Редактор
- Annie Laurie Gaylor (1997). Women Without Superstition: No Gods--No Masters: The Collected Writings of Women Freethinkers of the Nineteenth and Twentieth Centuries. Freedom From Religion Foundation. ISBN 978-1-877733-09-3.